# فهرست نمایندگان زنجان در مجلس شورای ملی
| دوره |                    |                                 |                                    |              |                   |
| ---- | ------------------ | ------------------------------- | ---------------------------------- | ------------ | ----------------- |
| ۱    | شیخ ابراهیم زنجانی | میرزا بزرگ همدانی مقبل لشکر     |                                    |              |                   |
| ۲    | شیخ ابراهیم زنجانی | محمدولی خان تنکابنی سپهدار اعظم |                                    |              |                   |
| ۳    | شیخ ابراهیم زنجانی | محمدولی خان تنکابنی سپهدار اعظم | شیخ علی صدرالاسلام                 |              |                   |
| ۴    | شیخ ابراهیم زنجانی | میرزا هادی خان بیان‌الدوله       | شیخ علی صدرالاسلام                 |              |                   |
| ۵    | سلطان‌ابراهیم افخمی | حسین‌خان بهرامی احیاءالسلطنه     | میرزا محمد نجات خراسانی            |              |                   |
| ۶    | سلطان‌ابراهیم افخمی | حاج حسین رهبری                  | میرزا علی اکبر آیت‌الله‌زاده اصفهانی |              |                   |
| ۷    | سلطان‌ابراهیم افخمی | حاج حسین رهبری                  | حیبب‌الله مجد ضیایی                 |              |                   |
| ۸    | سلطان‌ابراهیم افخمی | حاج حسین رهبری                  | حیبب‌الله مجد ضیایی                 |              |                   |
| ۹    | سلطان‌ابراهیم افخمی | حاج حسین رهبری                  | حیبب‌الله مجد ضیایی                 |              |                   |
| ۱۰   | سلطان‌ابراهیم افخمی | حاج حسین رهبری                  | حیبب‌الله مجد ضیایی                 |              |                   |
| ۱۱   | سلطان‌ابراهیم افخمی | حاج حسین رهبری                  | حیبب‌الله مجد ضیایی                 |              |                   |
| ۱۲   | سلطان‌ابراهیم افخمی | حاج حسین رهبری                  | حیبب‌الله مجد ضیایی                 |              |                   |
| ۱۳   | سلطان‌ابراهیم افخمی | حاج حسین رهبری                  | حیبب‌الله مجد ضیایی                 |              |                   |
| ۱۴   | سلطان‌ابراهیم افخمی | محمد ذوالفقاری                  | حیبب‌الله مجد ضیایی                 |              |                   |
| ۱۵   | سلطان‌ابراهیم افخمی | محمد ذوالفقاری                  | ناصر ذوالفقاری                     |              |                   |
| ۱۶   | محمد حسن امیرافشار | محمد ذوالفقاری                  | ناصر ذوالفقاری                     |              |                   |
| ۱۷   | محمد حسن امیرافشار | محمد ذوالفقاری                  | ناصر ذوالفقاری                     |              |                   |
| ۱۸   | احمد افخمی         | محمود ذوالفقاری                 | مصطفی ذوالفقاری                    |              |                   |
| ۱۹   | احمد افخمی         | محمود ذوالفقاری                 | سعید هدایت                         |              |                   |
| ۲۰   | محمود ذوالفقاری    | احمد افخمی                      | امیرهوشنگ مقدم                     | منوچهر افشار |                   |
| ۲۱   | عبدالمجید موسوی    | منوچهر سعیدوزیری                | تقی زند                            | فتح‌الله مافی |                   |
| ۲۲   | عبدالمجید موسوی    | منوچهر سعیدوزیری                | دکتر حسین وفا                      | فتح‌الله مافی |                   |
| ۲۳   | عبدالمجید موسوی    | منوچهر سعیدوزیری                | دکتر حسین وفا                      | فتح‌الله مافی | رضا ذوالفقاری     |
| ۲۴   | حسینعلی بیات       | کریم کاظمی                      | رضا ذوالفقاری سیاسمدار             | فتح‌الله مافی | جهانشاه امیرافشار |